# Державна служба інтелектуальної власності України
Державна служба інтелектуальної власності України (ДСІВ) — колишній центральний орган виконавчої влади України, який реалізовував державну політику у сфері інтелектуальної власності. Керувався Кабінетом Міністрів України через Міністра економічного розвитку і торгівлі України.
23 серпня 2016 постановою № 585 Кабінет Міністрів України ліквідував Державну службу інтелектуальної власності і поклав на Міністерство економічного розвитку і торгівлі завдання і функції з реалізації державної політики у сфері інтелектуальної власності та визначив це міністерство правонаступником цієї служби в частині реалізації державної політики у сфері інтелектуальної власності.
11 травня 2017 постановою № 320 Кабінет Міністрів України передав Мінекономрозвитку функції з реалізації державної політики у сфері інтелектуальної власності, які до цього здійснювала Державна служба інтелектуальної власності, а також припинив чинність Положення про ДСІВ..
У структурі Міністерства економічного розвитку і торгівлі України утворений Департамент інтелектуальної власності, до якого перейшли функції колишньої ДСІВ.

## Функції
Серед іншого, ДСІВ:
- проводив експертизу заявок на об'єкти права інтелектуальної власності, видає відповідні патенти і свідоцтва;
- реєстрував об'єкти права інтелектуальної власності, договори про передачу прав, ліцензійні договори і веде відповідні реєстри;
- займався питаннями, пов'язаними з контролем за дотриманням права інтелектуальної власності;
- висував пропозиції щодо вдосконалення законодавства у сфері інтелектуальних прав.

Державну службу очолював Голова, якого призначав на посаду за поданням Прем'єр-міністра України, внесеним на підставі пропозицій Міністра, та звільняв з посади Президент України.

## Завдання
Основними завданнями служби були:
- реалізація державної політики у сфері інтелектуальної власності;
- внесення на розгляд Міністра пропозицій щодо формування державної політики у сфері інтелектуальної власності.

## Керівники
18 лютого 2016 виконання обов'язків Голови Державної служби інтелектуальної власності України були покладені тимчасово, до призначення в установленому порядку, на начальника управління державного нагляду за дотриманням законодавства в сфері інтелектуальної власності Державної служби інтелектуальної власності України Малиш Антоніну Анатоліївну.
Попередні керівники:
- Жарінова Алла Георгіївна — голова (з листопада 2014 до 18 лютого 2016)[7][8]
- Ковіня Микола Вікторович